# The London Chronicle

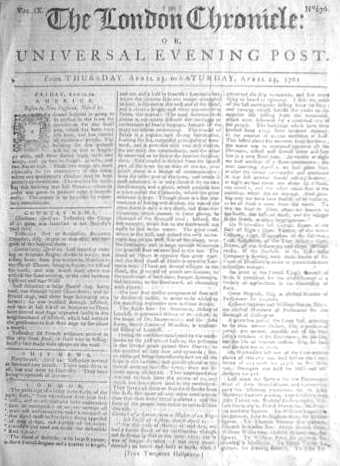
London Chronicle, 1761

The London Chronicle — одна из ранних газет георгианского периода Лондона. Выходила три раза в неделю и содержала мировые и национальные новости, а также освещала художественные, литературные и театральные событий в столице. 
Номер состоял из восьми страниц, размером ин-кватро. Многие статьи скопировались из правительственных отчетов, опубликованных в официальной The London Gazettte. Копирование из других газет было распространено, и многие сообщения были в форме писем от так называемых джентльменов. 
Первоначально назвалась The London Chronicle: or, Universal Evening Post, выходила под этим заголовком с 1757 по июнь 1765 года. Но уже под «London Chronicle», начала издаваться со 2 июля 1765 года по 23 апреля 1823 года, и вышла в 113 выпусках. Газета была куплена Commercial chronicle и продолжала выпускаться под первым названием (The London Chronicle: or, Universal Evening Post). В 1823 году Commercial chronicle была поглощена London Packet. 
Газета была первой, опубликовавшей Декларацию независимости Соединенных Штатов в Европе. Полный текст декларации появился в редакции газеты 15-17 августа 1776 года, но не содержал объяснений или комментариев относительно того, что эта была за декларация. 

## Архивы
- Том 1. 1 января - 30 июня 1757 г.
- Том 2. 30 июня - 31 декабря 1757 г.
- Том 5. 1 января - 30 июня 1759 г.
- Том 9. 1 января - 30 июня 1761 г.
- Том 11. 1 января - 30 июня 1762 г.
- Том 12. 30 июня - 31 декабря 1762 г.
- Том 13. 1 января - 30 июня 1763 г.
- 1 июля - 31 декабря 1763 г.
- Том 33. 31 декабря 1772 г. - 29 июня 1773 г.
- Том 71. 2 января - 29 декабря 1792 г.
- 29 декабря 1798 г. - 29 июня 1799 г.
- Том 105. 1 января - 30 июня 1809 г.
- Том 108. 1 июля - 31 декабря 1810 г.
- Том 109 1 января - 30 июня 1811 г.
- Том 112. 1 июля - 31 декабря 1812 г.
- Том 113. 1 января - 30 июня 1813 г.
- Том 114 30 июня 1813 г. - 1 января 1814 г.